# NGC 747
NGC 747 est une galaxie spirale située dans la constellation de la Baleine. NGC 747 a été découverte par l'astronome américain Francis Leavenworth en 1886.

## Caractéristiques
Sa vitesse par rapport au fond diffus cosmologique est de 5 100 ± 19 km/s, ce qui correspond à une distance de Hubble de 75,2 ± 5,3 Mpc (∼245 millions d'al).
À ce jour, quatre mesures non basées sur le décalage vers le rouge (redshift) donnent une distance de 83,900 ± 4,166 Mpc (∼274 millions d'al), ce qui est à l'intérieur des valeurs de la distance de Hubble. Notons cependant que c'est avec la valeur moyenne des mesures indépendantes, lorsqu'elles existent, que la base de données NASA/IPAC calcule le diamètre d'une galaxie et qu'en conséquence le diamètre de NGC 747 pourrait être d'environ 23,9 kpc (∼78 000 al) si on utilisait la distance de Hubble pour le calculer.
La classe de luminosité de NGC 747 est II et elle présente une large raie HI.